# 大武杜鹃
大武杜鹃（学名：Rhododendron tashiroi）为杜鹃花科杜鹃花属下的一个种。

## 扩展阅读
維基物種上的相關：大武杜鹃